# Blackfalds
Blackfalds – miasto w Kanadzie, w prowincji Alberta.